# Najah Albukai
Najah Albukai est un graveur et dessinateur syrien né à Homs en 1970. Il est connu notamment pour ses dessins de corps suppliciés et de méthodes de torture, subies et observées lors de ses périodes d'emprisonnement dans les prisons du régime syrien.

## Biographie
Najah Albukai naît à Homs le 10 août 1970.
Il étudie la peinture à l'école des Beaux arts de Damas de 1988 à 1993. Les études incluent la culture militaire et l'éducation militaire, obligatoires, basées sur la propagande du régime et la préparation à la guerre. Il poursuit ses études en France, à l'école des Beaux arts d'Amiens puis de Rouen — où il étudie notamment la gravure —, jusqu'en 1996. La fin de son visa l'oblige à retourner en Syrie, où il doit effectuer 2 années de service militaire. Il devient ensuite enseignant à l'école des Beaux-arts de Damas.  
Il est arrêté 4 fois par les services de renseignement syriens : la première fois, car il pose une question lors d'un congrès étudiant. La deuxième en 2012 : pour avoir participé à une manifestation, il passe un mois dans le Centre 227, où il est torturé, avant d'être libéré en échange d'une rançon payée par son épouse. En 2014, il est de nouveau emprisonné pour avoir tenté de fuir le pays ; il passe alors trois mois en détention avant que sa famille ne puisse acheter sa libération et son passage vers le Liban. Au total, Najah Albukai passe une année en détention, entre 2012 et 2014.  
Il quitte la Syrie en 2015, et arrive à Beyrouth deux mois après sa libération. Il se met alors à dessiner au stylo à bille tout ce qu'il a observé en détention : conditions de survie dans les cellules surpeuplées, séances de torture, corps suppliciés, etc.. Najah Albukai arrive en France en 2017, où il est réfugié politique,, et s'installe à Yerres. Il poursuit sa série de dessins, qui ne sont d'abord pas destinés à être exposés, puis choisit le médium de la gravure pour préserver ces dessins et la mémoire des sujets qui y sont dépeints.
En 2018, ses dessins de corps de détenus suppliciés et de scènes de torture sont publiées dans Libération. Cette publication lui ouvre les portes vers des collaborations, il reçoit une bourse et intègre les Beaux art de Rouen. Invité par l'École européenne supérieure d'art de Bretagne de Lorient en 2019, il reçoit la proposition d'une résidence à la Casa de Velázquez en 2021-2022 qui consiste à réaliser un ensemble de gravures ; décrites comme « dans la lignée des désastres de Goya, des planches d'Otto Dix ou des peintures de Zoran Mušič », Albukai cherche à mettre au centre de son œuvre une mémoire « vivante — survivante » aux horreurs et à la réalité de la guerre. Ses dessins sont publiés dans un livre intitulé Tous témoins, qui est accompagné de textes écrits par 23 écrivains inspirés par ses images.

## Prises de position
En 2011, Najah Albukai soutient la révolution pacifique en Syrie, dans le cadre des printemps arabes, et rejoint les manifestations par aspiration à la liberté. 
Selon Najah Albukai, le régime Assad impose un choix binaire aux Syriens : devenir criminel, et être corrompu, dans le camp du régime, soit en devenir la victime, et mourir. 

## Distinctions
2024 : prix Kiyoshi Hasegawa de la Fondation Taylor
2025 : prix Transfuge du meilleur livre d'art

## Publications
- Farouk Mardam-Bey (dir.) (ill. Najah Albukai), Tous témoins : dessins de prison, Syrie, octobre 2015-juin 2020, Arles, Actes Sud, 2021 (ISBN 978-2-330-14737-2, BNF 46770399).
- Lafay, Denis., & Cyrulnik, Boris. (ill. Najah Albukai). Najah Albukai : Graver la mémoire, Paris, Éditions El Viso, 2022